# 花火 (卡牌遊戲)
花火（Hanabi）是一種合作型的卡牌遊戲，玩家不能觀看自己的牌，只能看其他玩家的。遊戲的玩法是要將不同花色的數字牌順序排列完成並成功施放「花火」。玩家只能凭借每回合有限的資訊，通过推理、整合和默契等來完成遊戲。2013年，花火榮獲德國遊戲大獎，獲得業界權威認可。

## 遊戲
基礎模式的花火的牌組包含五種花色（紅、黃、藍、綠、白），每組花色有三張1、兩張2、3、4以及一張5。遊戲開始時配以8個可用的資訊標記和3個防火標記。開始遊戲時，每名玩家根據遊戲人數而獲發4或5牌（四人或以上為4張），持牌以卡背面向自己，讓其他玩家觀看自己的手牌，而玩家則不能觀看自己的牌。遊戲以輪流回合形式進行，每名玩家在其回合必須作出以下一個行動：
- 提供資訊：一名玩家需要指示一名其他玩家一種花色或數字的全部牌所處的位置。玩家須給出完整及正確無誤的資訊，玩家亦可指定一項持牌者沒有的花色或數字為資訊。每次提供資訊須消耗一個資訊標記，當資訊標記為零時，則不能選擇提供資訊。
- 棄置手牌：一名玩家可以選擇棄置自己的一張手牌至棄牌堆。此牌不能再加入遊戲及打出。棄置一張手牌可以補充一個資訊標記，並摸一張牌。當資訊標記為滿（八個）時，玩家不能選擇棄置手牌。
- 打出手牌：玩家可以嘗試打出一張牌，若此牌可按花色順序正確排列（如桌面上的紅色牌為2，玩家打出紅色3），則此牌為有效。否則玩家消耗一個防火標記，累積3個即當輸並遊戲完結。當玩家成功打出一種花色的完整一組5張牌，則可補充一個資訊標記（上限為8），然後玩家不論打出成功與否均須摸一張牌。

遊戲以輪流回合制進行，直至牌庫沒有牌時，便是每個玩家的最後一個回合。基礎版的最高分數為25分。

## 模式

### 牌庫
花火的牌庫設置分為幾個基本模式：
- 五花色：是遊戲最基本的模式，只使用五種花色的牌，滿分為25分。
- 六花色10牌：是遊戲的進階模式，第六種顏色（混色）亦是如常包含10張牌。
- 第六花色5牌：是上述模式的困難版，混色只有5張牌，為1-5各一張。
- 彩色：是遊戲四種模式中最難的模式，牌堆與六花色10牌相同，但玩家不能提示「混色」，且「混色」會被視作任意其他顏色（如玩家手裡有一張白色與一張「混色」，對其進行白色提示時，需要說“這兩張牌都是白色”）。（在部分線上遊戲中，一張「混色」牌被提示過兩種顏色時會自動顯示為「混色」。）
- 黑火藥：是一種特殊的模式，牌庫中會加入黑色的火藥牌，其中5有3張，4、3、2各有2張，1只有1張。黑色牌無法進行顏色提示，且需要按照5→4→3→2→1的順序打出（與常規顏色相反）。

除了六花色/彩色的不同設置（是否將第六花色視為單獨顏色、第六花色牌加入幾張）不能互通外，“黑火藥”可以與任一模式進行組合，得到7花色的牌局。

### 規則變體
- 煙火（5 flamboyants）：當一種顏色的5（或黑火藥的1）被打出後，不像常規規則補充一個資訊標記，而是從以下幾個效果中隨機選取一個進行操作（本局已出現的效果不會再次出現）：
  - 從棄牌堆中選擇一張牌並立即將其打出。
  - 獲得一個資訊標記。
  - 獲得一個資訊標記並恢復一個防火標記。
  - 給一個玩家顏色提示。（不能不給）
  - 給一個玩家數字提示。（不能不給）
  - 從棄牌堆中選擇一張牌並將其放回牌堆然後重新洗牌。

## 獎項
- 2013 德國遊戲大獎 獲獎[1]
- 2013 公平競技單項遊戲大獎 獲獎[2]

## 外部連結
- BoardGameGeek上的Hanabi
- Seagull, Jon. . Boing Boing. 29 September 2014  [7 June 2015]. （原始内容存档于2015-07-08）.
- Hirotaka Osawa. . www.aaai.org. AAAI Workshops at the Twenty-Ninth AAAI Conference on Artificial Intelligence. 1 April 2015  [2015-06-07]. （原始内容存档于2015-09-13）.

Template:Spiel des Jahres